# Richard Childress
Richard Childress (Winston-Salem, 21 settembre 1945) è un pilota automobilistico e dirigente sportivo statunitense, proprietario della squadra corse Richard Childress Racing.

## Carriera
Dal 1969 al 1981 ha corso nella NASCAR Sprint Cup Series, 285 gare. Nel 1969, fonda la scuderia Richard Childress Racing vincitrice di sei Sprint Cup Series, quattro Xfinity Series, due Camping World Truck Series e una ARCA Racing Series.

## Riconoscimenti
Nel 2017 è stato introdotto nella NASCAR Hall of Fame.